# Reino de Jafanapatão
O Reino de Jafanapatão (em tâmil: யாழ்ப்பாண அரசு; em inglês: Jaffna kingdom) (1215–1619), também conhecido por Reino de Aryacakravarti, foi uma monarquia histórica do Seri Lanca, centrada na cidade de Jafanapatão, na península homónima no norte da ilha. O reino foi fundado na sequência invasão da região pelo guerreiro Calinga Maga, oriundo de Calinga, na Índia. Tendo inicialmente estabelecido um novo centro de poder a norte, noroeste e ocidente da ilha, em 1258 o reino tornou-se um feudo tributário do Império Pândia, situado na atual Índia do Sul. Com o declínio do domínio de Pândia, o reino obteve a independência em 1323, após a derrota e expulsão do último governador por Malik Kafur, general do exército do Sultanato de Déli. Durante um breve período de tempo na primeira metade do século XIV, o reino tornou-se a entidade política dominante na ilha quando todos os restantes reinos da região aceitaram ser seus subordinados. No entanto, em 1450 Jafanapatão passou a ser dominado pelo rival reino de Cota, na sequência de uma invasão por um exército tâmil liderado por Chempaha Perumal sob as ordens de Cota.
O reino libertou-se do domínio Cota em 1467. Os monarcas posteriores concentraram esforços na consolidação do potencial económico da região, através da exportação de pérolas e elefantes e do rendimento das terras. Durante esta época de estabilidade foram produzidas diversas das mais importantes obras de literatura em língua tâmil da região e construídos diversos templos hindus, entre os quais uma academia de letras.
A chegada das forças coloniais portuguesas à ilha do Seri Lanca em 1505 criou diversos problemas políticos; em particular a sua implementação no estratégico estreito de Palk, que permitia a ligação de todos os reinos da ilha com a Índia do Sul. Inicialmente, muitos dos reinos da região entraram em confrontos com os colonos portugueses, embora ao longo do tempo a região fosse sendo pacificada. Em 1617, Cankili II, um usurpador ao trono, confrontou as forças portuguesas; no entanto, a sua derrota precipitou o fim da independência do reino em 1619 na sequência da conquista portuguesa. Embora posteriormente alguns rebeldes como Migapulle Arachchi tenham tentado recuperar a posse do reino, as rebeliões foram sucessivamente derrotadas.

## História

### Fundação
A origem do reino de Jafanapatão é obscura e ainda controversa entre os historiadores. A perspetiva mais aceite entre os principais historiadores é a de que o reino da dinastia Aryacakravarti em Jafanapatão teve início em 1215, com a invasão do território por um até então desconhecido cacique chamado Calinga Maga, o qual alegava ser proveniente de Calinga, na atual Índia. Com o apoio dos seus soldados e de mercenários das regiões indianas de Calinga e Damila, Maga depôs Parakrama Pândia II, um estrangeiro da dinastia Pândia e governante à época do Reino de Polonaruva.

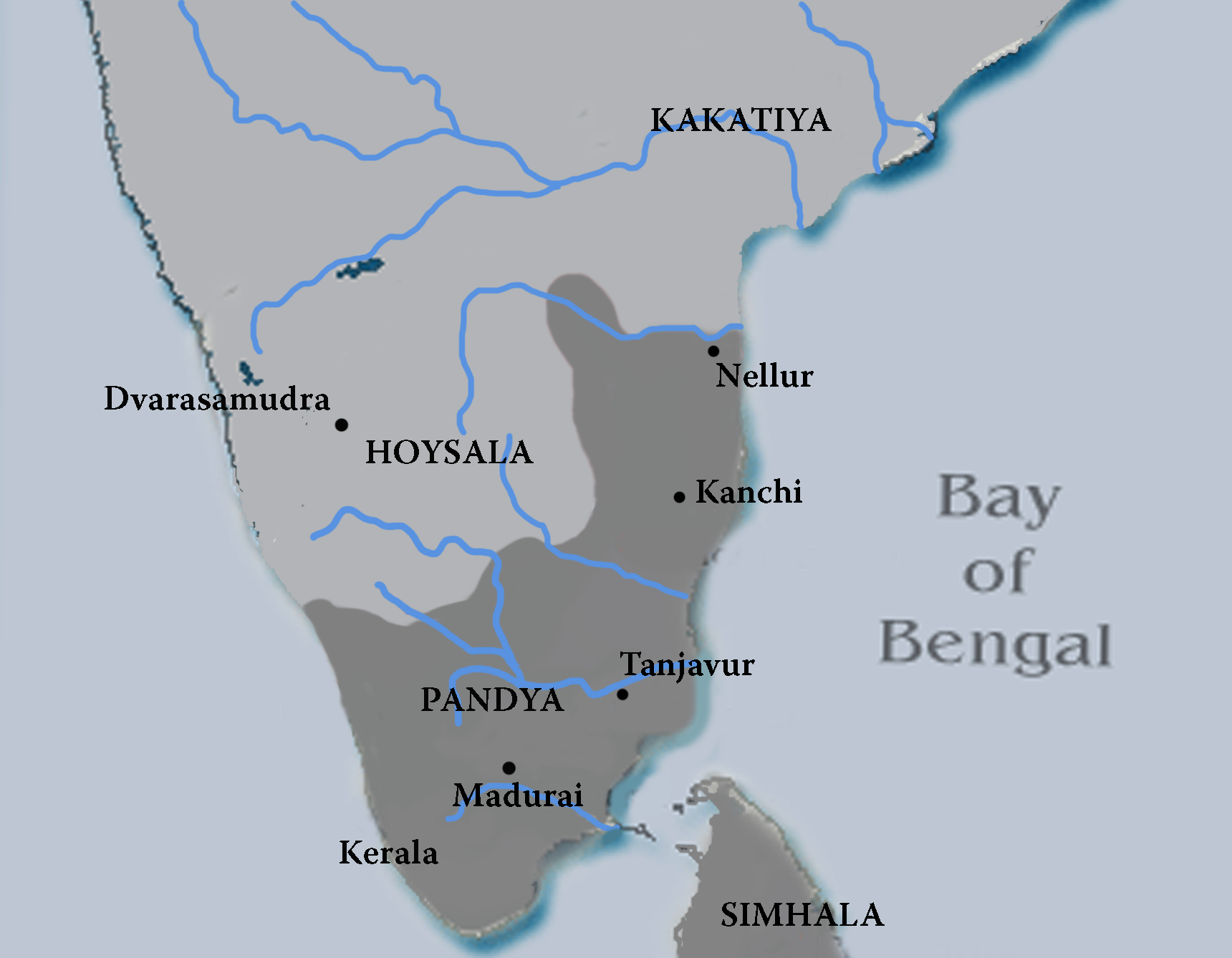
Territórios que prestavam tributo ao Império Pândia c. 1250, entre os quais aquele que viria a ser o Reino de Jafanapatão

Após a conquista de Rajarata, Maga deslocou a capital para a península de Jafanapatão, a qual se encontrava melhor protegida por floresta, e governou na condição de subordinado do império Chola de Tanjore. Em 1247, a ilha politicamente fragmentada foi invadida por um cacique originário malaio de Tambralinga, na atual Tailândia, denominado Chandrabanu. Embora o rei Parakrama Bau II (r. 1236–70) de Dambadenia tenha conseguido repelir o ataque, Chandrabanu deslocou-se para norte e em 1255 usurpou o trono a Maga. Posteriormente, Sadayavarman Sundara Pândia I invadiu o Seri Lanca, derrotando o usurpador do trono de Jafanapatão. Sadayavarman forçou Chandrabanu a submeter-se ao domínio de Pândia e a pagar tributo ao Império Pândia. Mais tarde Chandrabanu voltaria a tentar uma nova invasão do reino cingalês, embora tenha sido derrotado e morto pelo irmão de Sadayavarman, Veera Pândia I. O Seri Lanca seria ainda invadido uma terceira vez pelo Império Pândia durante o governo de Arya Cakravarti, o qual estabeleceu o Reino de Jafanapatão.

### Dinastia Aryacakravarti
Na época em que Chandrabhanu tentou pela segunda vez invadir o sul, o Império Pândia mais uma vez apoiou o rei cingalês, tendo morto Chandrabhanu em 1262 e instalado no trono Aryacakravarti, o ministro encarregue da invasão. Aproveitando-se da crescente vulnerabilidade do Império Pândia motivada pelas frequentes invasões muçulmanas, os diversos monarcas da dinastia Aryacakravarti tornaram o Reino de Jafanapatão independente e uma potência regional na ilha do Seri Lanca. Todos os reis de Jafanapatão posteriores alegariam ser descendentes de um tal de Kulingai Cakravarti, o qual se encontra identificado como sendo Calinga Maga, embora mantivessem o apelido de Pândia.

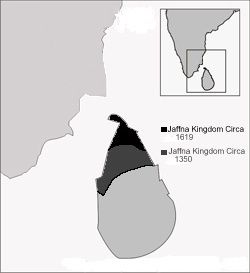
Extensão máxima do Reino de Jafanapatão, c. 1350

Em termos políticos, durante os séculos XIII e XIV a dinastia era uma potência económica em crescimento, à qual todos os reinos da região prestavam tributo. No entanto, entrou em diversos conflitos com o Reino de Bisnaga, com capital em Vijaianagara no sul da Índia, e com o Reino de Cota, no sul do Seri Lanca. Isto levou a que o reino de Jafanapatão se tornasse vassalo do Reino de Bisnaga, tendo inclusive perdido a independência para o Reino de Cota entre 1450 e 1467. Com a desintegração do Reino de Cota e a fragmentação do Reino de Bisnaga, Jafanapatão recuperou novamente a independência. O reino mantinha relações comerciais e políticas estreitas com o Reino de Tanjavur no sul da índia, assim como com o Reino de Candia e alguns segmentos do reino de Cota. Durante este período assistiu-se à construção de diversos templos hindus e à prosperidade da literatura, tanto em língua tâmil como em sânscrito.

### Conquista de Cota e restauração
Em consequência de uma série de confrontos ao longo do século XV, o Reino de Jafanapatão seria eventualmente conquistado pelo vizinho Reino de Cota. A conquista foi liderada por Bhuvanekabahu VI de Cota, filho adotivo do rei Parakrama Bahu VI (r. 1410/1412/1415–1467). Inicialmente foram neutralizados os diversos caciques tributários do Reino de Jafanapatão na região norte da ilha, ao que se sucederam duas guerras. A primeira guerra de conquista foi mal sucedida, tendo sido apenas na segunda guerra, que o Reino de Jafanapatão foi conquistado. Estas guerras terão ocorrido entre 1449-50 e 1453-4. Após a deposição, o monarca Aryacakravarti e a respetiva família exilaram-se no sul da Índia. No entanto, após um governo de 17 anos Bhuvanekabahu VI teve que regressar a Cota na sequência da morte do pai, o que permitiu que em 1467 o reino fosse recapturado por Kanakasooriya Cinkaiariyan e restaurada a independência.

### Declínio e dissolução

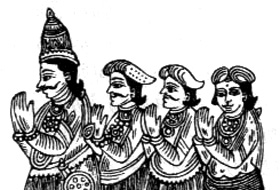
Família real de Jafanapatão; à esquerda Cankili I r., que repeliu as incursões iniciais do Império Português

Os colonos portugueses chegaram ao Seri Lanca em 1505. As primeiras incursões tiveram como alvo o Reino de Cota, na costa sudoeste da ilha, devido ao lucrativo monopólio no comércio de especiarias de que beneficiava e que também era do interesse português. O Reino de Jafanapatão despertou o interesse das autoridades portuguesas em Colombo por diversos motivos, entre os quais a sua interferência com as atividades missionárias católicas, que se assumia favorecerem os interesses portugueses, e o apoio que Jafanapatão oferecia às facções antiportuguesas no Reino de Cota, como por exemplo os caciques de Ceitavaca. O Reino de Jafanapatão também funcionava como base logística para o Reino de Candia, situado nos planaltos centrais da ilha e sem acesso a portos marítimos, o qual era o ponto de entrada para o auxílio militar proveniente da Índia do Sul. Para além disso, devido à sua localização estratégica, receava-se que o Reino de Jafanapatão pudesse vir a ser o local de desembarque dos colonos holandeses. O rei Cankili I ofereceu resistência a qualquer contacto com os portugueses, chegando a massacrar entre 600 e 700 católicos paravares na ilha de Manar. Estes católicos tinham sido trazidos da Índia para gerir as lucrativas culturas de pérolas dos monarcas de Jafanapatão.

#### Estado cliente

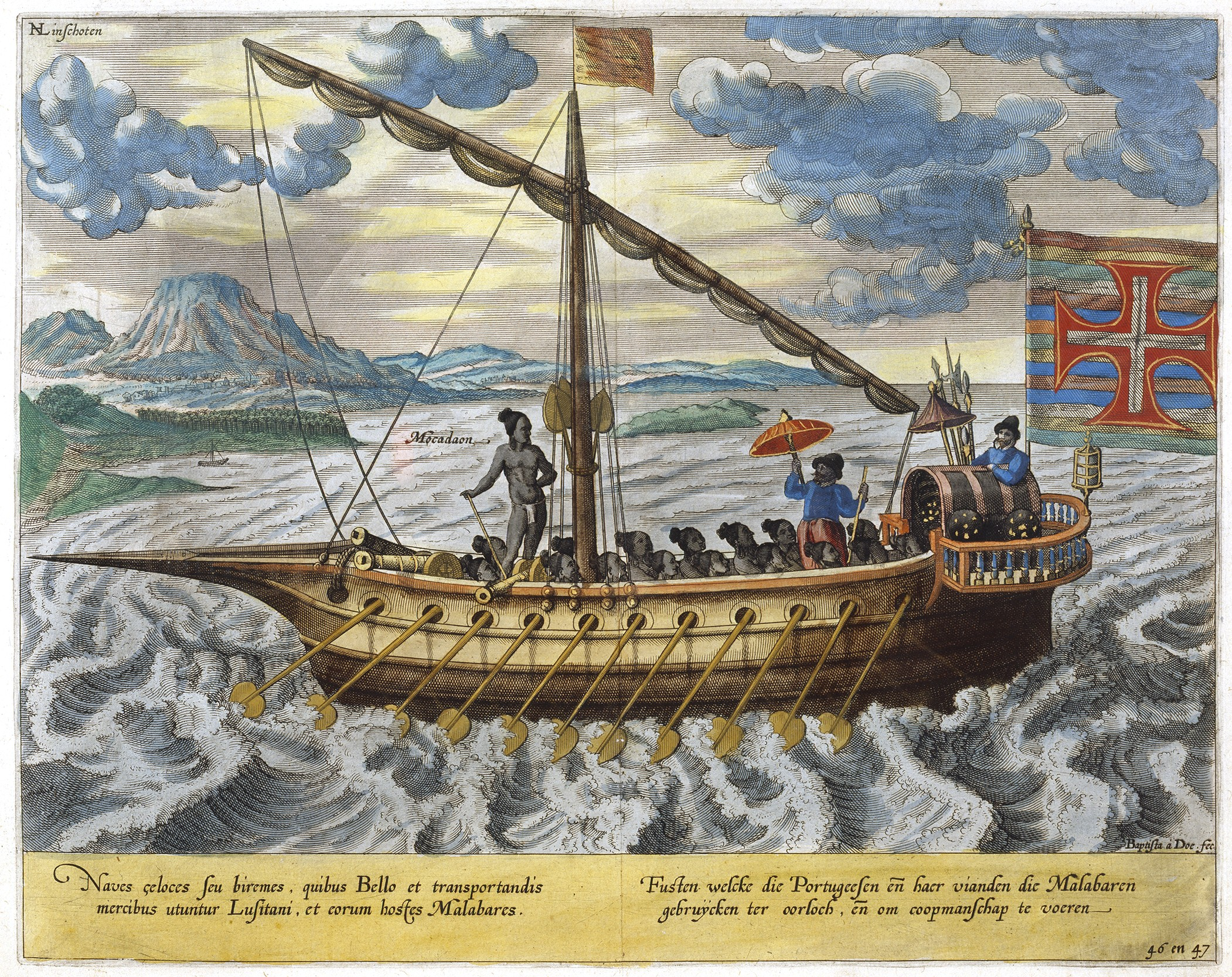
Fusta usada pelos portugueses durante as conquistas na ilha de Ceilão

A primeira expedição, liderada pelo vice-rei Constantino de Bragança em 1560, foi mal sucedida na intenção de conquistar o reino, embora tenha capturado a ilha de Manar para a posse portuguesa. Embora as circunstâncias não sejam claras, por volta de 1582 o reino de Jafanapatão pagava a Portugal um tributo de dez elefantes ou o equivalente em dinheiro. Em 1591, durante a segunda expedição liderada por André Furtado de Mendonça, o rei Puviraja Pandaram foi morto, tendo os portugueses instalado no trono o seu filho Ethirimanna Cinkam. Embora resistente, o novo monarca ofereceu aos missionários católicos total liberdade e aos colonos portugueses o monopólio da exportação de elefantes. Entre 1593 e 1635, o rei prestou apoio ao Reino de Candia na obtenção de reforços militares do sul da Índia para a resistência ao domínio português. No entanto, ao longo desse período manteve a autonomia do reino sem provocar abertamente os portugueses.

#### Conquista portuguesa

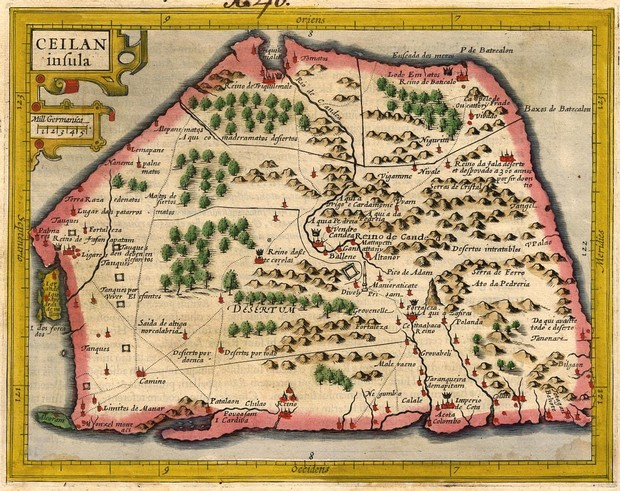
Mapa de Ceilão durante o domínio português no século XVI

Com a morte de Ethirimana Cinkam em 1617, um usurpador de nome Cankili II ascendeu ao trono após ter assassinado o regente nomeado pelo falecido rei. Incapaz de conseguir legitimar o seu reinado junto dos portugueses, Cankili II requisitou apoio militar a Tanjanavur e autorizou aos corsários de Malabar a utilização de uma base na ilha de Neduntivu, criando assim uma ameaça direta às rotas de navegação portuguesas no estreito de Palk. Cankili II tinha o apoio dos governantes de Candia e, presumidamente, receberia apoio militar do Reino de Tanjavur.
Em junho de 1619 foram organizadas duas expedições portuguesas; uma expedição naval que foi repelida pelos corsários de Malabar e uma expedição terrestre, liderada por Filipe de Oliveira e constituída por um exército de 5000 homens, que derrotou Cankili II e capturou Jafanapatão para posse portuguesa. O rei, e todos os membros da família real que sobreviveram, foram capturados e enviados para Goa, onde o monarca foi enforcado. Os restantes prisioneiros foram incentivados a tornarem-se monges ou freiras com o intuito de não gerarem novos pretendentes ao trono de Jafanapatão.

#### Da conquista portuguesa à conquista holandesa

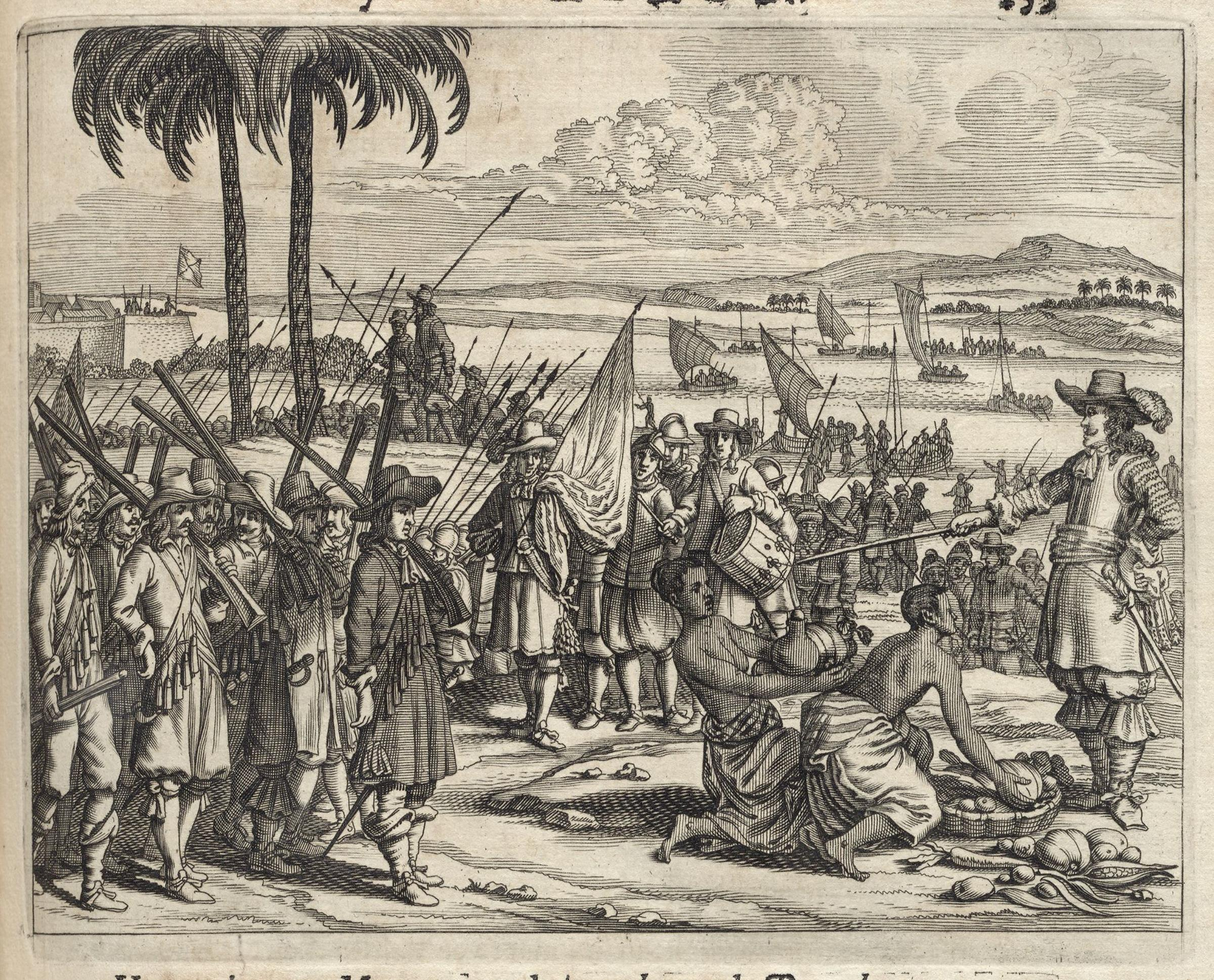
Conquista de Jafanapatão pelos holandeses em 1658, após dois meses de cerco às forças portuguesas na Fortaleza de Nossa Senhora dos Milagres

Ao longo dos 40 anos seguintes ocorreram várias rebeliões mal sucedidas contra os colonos portugueses, duas das quais lideradas por Migapulle Arachchi, e uma outra após a invasão de Senerat I de Candia. Durante estas rebeliões, as forças portuguesas destruíram a maior parte dos templos hindus e a biblioteca de Nalur, onde se encontrava o repositório real de todas as obras literárias do reino. Devido aos impostos excessivos, a população de Jafanapatão foi gradualmente diminuindo. Muitos habitantes refugiaram-se em Ramanathapuram, na Índia, e nos distritos vanni mais a sul. O comércio externo foi severamente afetado, embora os elefantes, a principal exportação de Jafanapatão, continuassem a ser vendidos para os vários reinos do sul da Índia e enviados para Lisboa. No entanto, o declínio económico fez com que inúmeros bens deixassem de ser importados. Fernão de Queirós, o mais importante cronista português da época colonial do Seri Lanca, refere que durante o domínio português de Jafanapatão os locais estavam reduzidos à miséria absoluta.
Os exploradores holandeses chegam à ilha de Ceilão durante o reinado de Rajá Sinha II de Cândia. Em 1638, o rei assina um tratado com a Companhia Holandesa das Índias Orientais para repelir os portugueses que governavam a maior parte das regiões costeiras. Na sequência da Guerra Luso-Holandesa, em 1656 a cidade de Colombo capitula frente aos holandeses. No entanto, os holandeses permanecem nas áreas por eles capturadas aos portugueses, violando os termos do tratado assinado em 1638. Em 22 de junho de 1658, as forças holandesas comandadas por Rijckloff van Goens lançam uma ofensiva sobre a colónia, capturando a Fortaleza de Jafanapatão após um cerco de dois meses. Jafanapatão tornou-se assim uma possessão holandesa.

## Administração

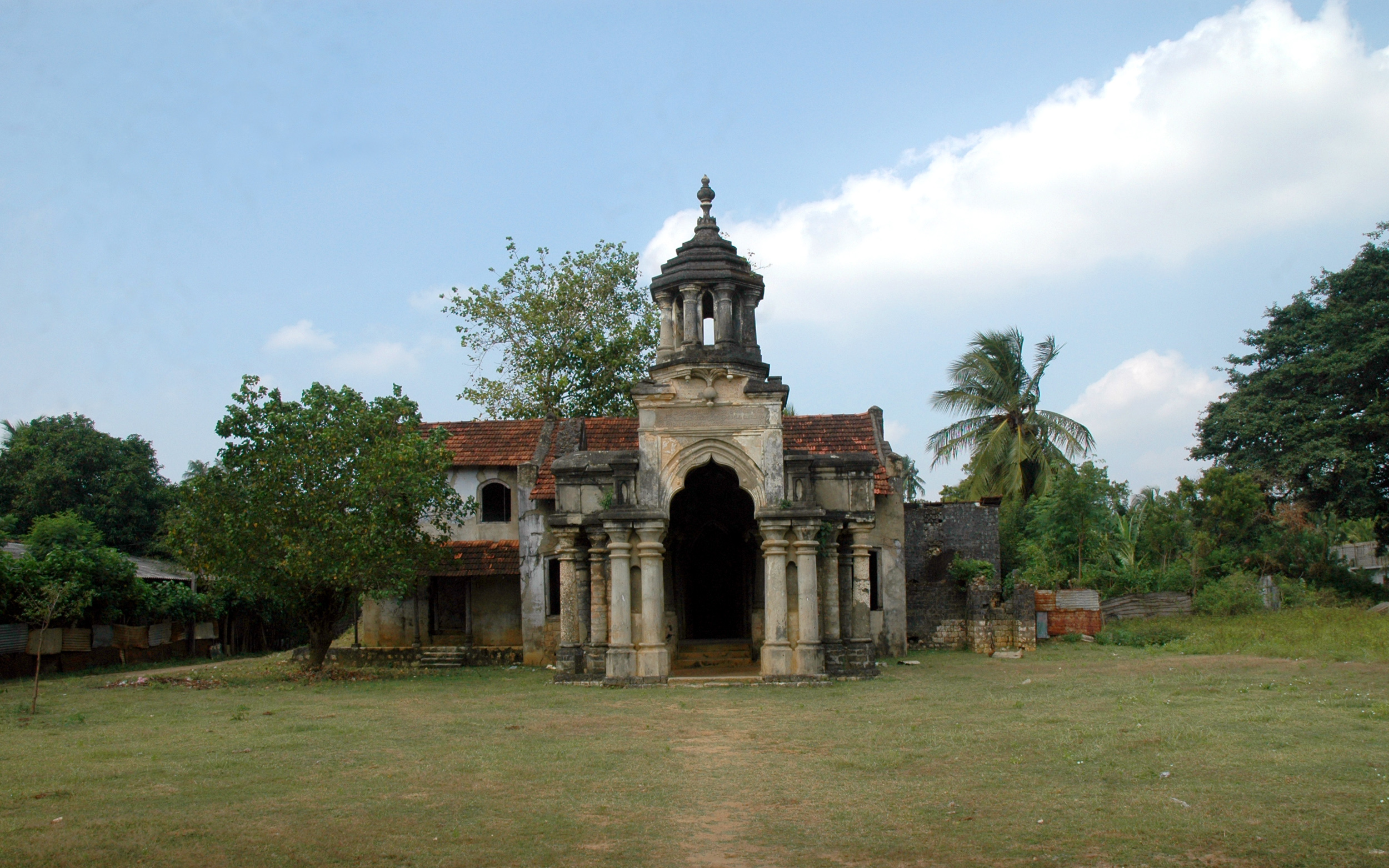
Ruínas do Palácio de Jafanapatão, edifício da residência dos ministros, mais tarde usado pela administração portuguesa e holandesa.

De acordo com ibne Batuta, um cronista itinerante marroquino, por volta de 1344 o reino tinha duas capitais: uma em Nalur, no norte, e outra durante a época das pérolas em Putalão, a ocidente. O reino propriamente dito, que correspondia à península de Jafanapatão, era constituído por diversas províncias que por sua vez se subdividiam em parrus e ur. As parrus eram as grandes propriedades ou unidades territoriais de grande dimensão, enquanto os ur eram pequenas vilas ou aldeias e a unidade territorial mais pequena. O território era administrado de forma hierárquica. No topo da hierarquia estava o rei, cujo trono era hereditário, passando geralmente para o filho mais velho. A seguir na hierarquia estavam os adikaris, ou governadores de província. No patamar inferior estavam os mudaliares, que atuavam como juízes e intérpretes das leis e das tradições locais. Tinham também o dever de supervisionar as províncias e de elaborar relatórios para as instâncias superiores. Mais abaixo na hierarquia encontravam-se os kankanis, ou superintendentes, responsáveis pela administração da receita fiscal, e os kanakkappillais ou pandarapillai, contabilistas responsáveis pela manutenção dos registos.
O Maniyam era o líder dos parrus. Era assistido por mudaliares, que por sua vez eram assistidos por udaiyars, pessoas com autoridade sobre uma aldeia ou um grupo de aldeias. Os udaiyars eram também os guardiões da lei e da ordem e prestavam assistência aos censos e à recolha de impostos na sua área de influência. O líder de cada aldeia era denominado talaiyari, paddankaddi ou adappanar, e dava assistência na coleta de impostos e na manutenção da ordem no seu território. Para além disso, cada casta possuía um líder que supervisionava o desempenho das obrigações e deveres de cada casta.

### Relação com os feudos
A sul da península de Jafanapatão, no território a que correspondem atualmente as províncias do centro-norte e do leste, encontrava-se a região dos Vannimai. Este território era escassamente povoado e governado por pequenos líderes tribais que se denominavam vanniar. Os vannimai próximos da fronteira sul da península e os do distrito de Triquinimale pagavam um tributo anual ao Reino de Jafanapatão, em vez de impostos. O tributo era geralmente pago em dinheiro, cereais, mel, elefantes ou marfim. Este sistema de tributação anual foi implementado devido à distância destes territórios em relação à capital. Durante o início e até por volta de meados do século XIV, os reinos cingaleses nas regiões ocidentais, sul e centrais da ilha também se tornaram feudos do Reino de Jafanapatão, até à data em que o próprio reino foi ocupado pelo exército de Parakrama Bahu VI em 1450 e por cerca de 17 anos. Por volta do início do século XVII, o Jafanapatão também administrava um exclave no sul da Índia denominado Madalacotta.

## Economia

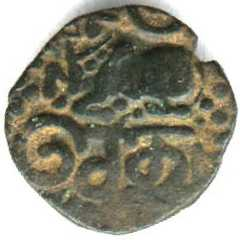
Reverso de uma moeda, com a inscrição setu em tâmil

Até ao século XIV, a economia do Reino de Jafanapatão baseava-se quase exclusivamente em agricultura de subsistência. No entanto, a partir deste século a economia diversificou-se e intensificaram-se as trocas comerciais com no espaço em expansão do oceano Índico. Ibne Batuta, durante a sua visita em 1344, observou que o reino tinha já uma economia mercantil com uma vasta rede de contactos ultramarinos. As trocas comerciais eram feitas principalmente com o sul da Índia, território com o qual o reino veio a desenvolver uma relação de interdependência comercial. A vertente não agrícola fortaleceu-se devido à pesca intensiva na costa, à grande quantidades de pessoas com barcos e ao crescimento de oportunidades para o comércio marítimo.. Na capital real, no porto e nos centros mercantis residiam grupos comerciais influentes, que ali tinham chegado a partir do sul da Índia. Foram também estabelecidos centros de produção artesanal e de trabalhadores qualificados — carpinteiros, pedreiros, joalheiros, etc. Assim, nos séculos finais do reino estava já estabelecida uma tradição sócio-económica pluralista de agricultura, atividades marítimas e produção artesanal.
O feudalismo no Reino de Jafanapatão não era tão proeminente como em outros reinos do Seri Lanca, como o Reino de Cota ou de Candia. A sua economia baseava-se mais em transações monetárias do que em trocas diretas de produtos. O exército e os funcionários administrativos eram assim uma classe assalariada. As forças de defesa de Jafanapatão não estavam ao serviço dos feudos e os soldados ao serviço do rei eram pagos em dinheiro. Os oficiais do reino, como os mudaliares, eram também pagos em dinheiro. Ao contrário dos estabelecimentos budistas do sul da ilha, os diversos templos hindus de Jafanapatão não aparentam ter possuído uma grande extensão de terrenos, sendo a sua manutenção dependente dos pagamentos do reino e das ofertas dos crentes. Estas três instituições consumiam cerca de 60% das receitas do reino e 85% da despesa pública. Muitas das receitas do reino também eram pagas em dinheiro, exceto parte do tributo dos feudos vanos. No entanto, apesar da generalização do uso de dinheiro, persistiam ainda alguns pagamentos em género, tais como as oferendas em arroz, bananas, leite, peixe seco e coalho. Alguns habitantes tinham a obrigação de prestar serviços pessoais não remunerados denominados uliyam. O governo cunhava diversos tipos de moedas para circulação. Alguns destes tipos são categorizados como moedas setu, tendo sido emitidas entre 1248 e 1410 e encontradas em grande quantidade na região norte do Seri Lanca. Uma das faces deste tipo de moedas apresenta uma figura humana flanqueada por lamparinas, enquanto o reverso apresenta o símbolo de Nandi e a inscrição Setu em língua tâmil, encimada por uma lua em quarto crescente.

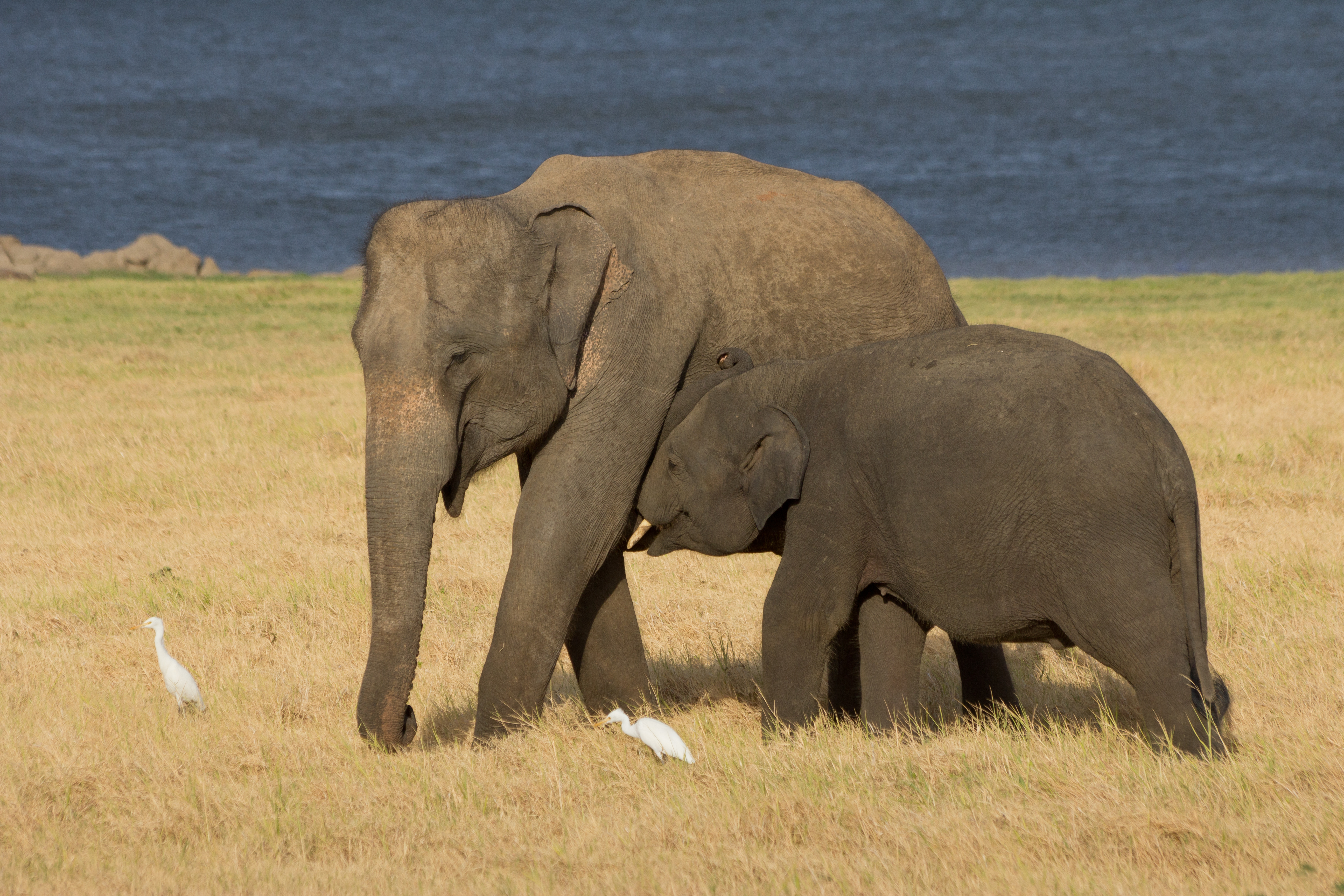
O comércio e exportação do elefante-do-Ceilão era uma das principais atividades económicas do reino

À data da conquista portuguesa em 1619, o reino, nessa época limitado à península de Jafanapatão, tinha receitas de 11,700 pardaos, dos quais 97% eram provenientes da exploração da terra ou de recursos relacionados com o território. Para além dos impostos relacionados com as terras, existiam outros impostos, como o imposto sobre hortas, aplicado às plantações de banana-pão, coqueiros e noz de areca, cujo cultivo exigia irrigação frequente com água dos poços. O imposto sobre árvores aplicava-se a determinadas árvores, como a palmeira-de-palmira ou amargosa. Os impostos profissionais eram coletados entre os membros de cada casta ou guilda. Entre os impostos comerciais estava o imposto do selo, aplicado sobre o vestuário (o vestuário não podia ser vendido em privado e requeria um selo oficial), o imposto sobre os géneros alimentares e o imposto aduaneiro. Um dos principais portos da península situava-se em Columbuturai, onde existia um serviço regular de barcaças que fazia a ligação com a ilha. Os elefantes provenientes dos territórios vanos e dos reinos cingaleses no sul da ilha eram transportados para Jafanapatão para serem vendidos a compradores estrangeiros. O principal porto de embarque era uma baía atualmente denominada Kayts, uma forma abreviada do termo português "cais dos elefantes".

## Cultura

### Religião

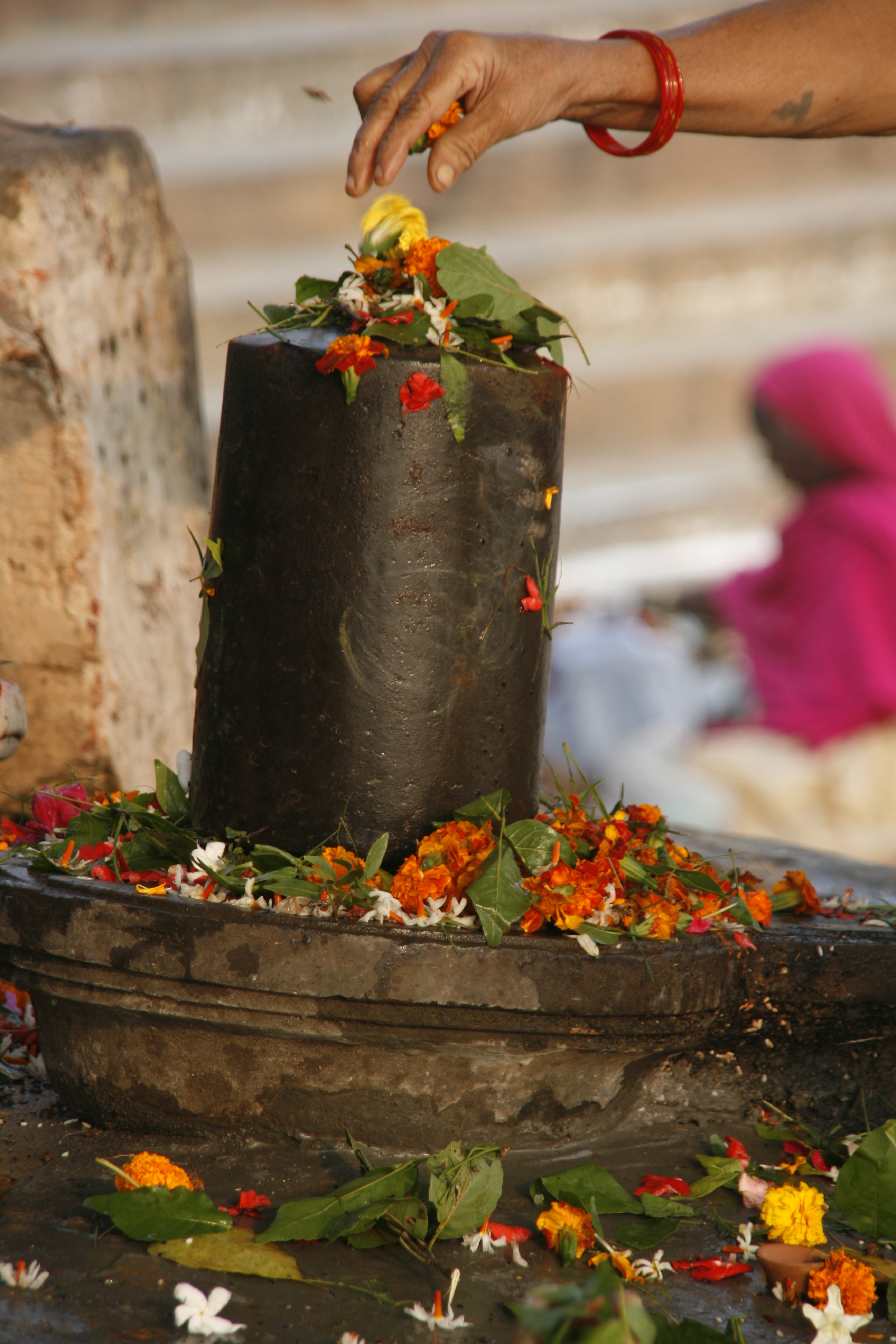
Grande parte da população venerava Xiva, a quem oferecia flores nos lingam presentes nos altares

O xivaísmo, uma seita do hinduísmo, tinha tido uma presença contínua no Seri Lanca desde o período dos primeiros colonizadores indianos. As práticas hindus eram amplamente aceites, até mesmo enquanto parte das práticas religiosas budistas. Durante a dinastia Chola, por volta dos séculos IX e X, o hinduísmo é reconhecido enquanto religião oficial do reino. A literatura da época retrata Calinga Maga, cujo governo sucedeu ao domínio Chola, enquanto revivalista hindu. Enquanto religião de Estado em Jafanapatão, o xivaísmo desfrutava de diversos privilégios. A dinastia Aryacakravarti era bastante consciente dos seus deveres de mecenas do xivaísmo devido ao mecenato dos seus ancestrais ao templo de Rameswaram, um importante centro de peregrinação do hinduísmo na Índia. Inclusivamente, um dos títulos adotados pelos monarcas era Setukavalan, ou protetor de Setu, outro nome para Rameswaram. Setu era também a designação da unidade monetária da dinastia e estava omnipresente em diversas inscrições.
Grande parte da população aceitava Xiva como principal divindade, existindo uma profusão de altares a si dedicados, onde estavam presentes diversos lingam. Também eram reverenciados os outros deuses do panteão hindu, como Murugan, Ganexa e Cali. Nas aldeias era também comum a veneração de diversas entidades locais e de Kannaki, cuja veneração era também comum entre os cingaleses do sul. Tal como no resto da Ásia Meridional, era também comum a crença em talismãs e espíritos malignos.
No entanto, o budismo foi a religião dominante do Reino de Jafanapatão até c. 1550, data em que Cankili I expulsou os budistas cingaleses da cidade de Jafanapatão e destruiu grande parte dos respetivos locais de culto. Entre os mais importante locais de culto budista no Reino de Jafanapatão estão Naga-divayina (atualmente Nainativu), Telipola, Mallagama, Minuvangomu-viharaya e Kadurugoda (atual Kandarodai), dos quais apenas o templo budista de Nainativu sobreviveu até aos dias de hoje.

#### Templos
No reino existiam dispersas várias centenas de tempos hindus. Alguns são de grande importância histórica, como o templo de Koneswaram em Triquinimale ou o templo de Ketheeswaram em Manar. As cerimónias e festivais eram semelhantes às do sul da Índia contemporâneo, embora com ligeiras diferenças na ênfase. Nas cerimónias era usada literatura votiva tâmil. Entre as principais celebrações estavam o ano novo hindu, celebrado em meados do mês de abril, e festividades como o Navaratri, Diwali, Maha Shivaratri ou o Pongal, assim como diversas festividades que eram parte do quotidiano, como os casamentos, funerais e ritos de passagem à idade adulta.
Atribui-se a Bhuvanekabahu VI, que governou o Reino de Jafanapatão em nome do Reino de Cota, a construção ou renovação do Templo de Nallur Kandaswamy. A Singai Pararasasegaram é atribuída a construção dos templos de Satanatar, de Vaicunta Pilaiar e de Veera-Caliamman. Ordenou ainda a construção de uma lagoa artificial denominada Yamuneri, a qual era enchida com água do rio Yamuna da Índia do Norte, e considerada sagrada pelos hindus. O rei era também um visitante assíduo do templo de Koneswaram, tal como o seu filho e sucessor Cankili I. O rei Jeyaveera Cinkaiariyan reuniu a história e tradições do templo, compiladas na forma de crónica na obra Dakshina Kailasa Puranam. Os principais templos eram geralmente geridos pela própria monarquia e era pago um salário aos funcionários, ao contrário da Índia e do resto do Seri Lanca, onde os estabelecimentos religiosos eram entidades autónomas que eram sustentadas pela receita proveniente da grande quantidade de terrenos que possuíam.

### Sociedade

#### Estrutura de castas

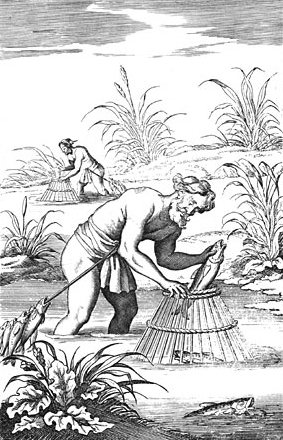
Agricultores cingaleses a pescar num açude durante a estação seca

A organização social da população do Reino de Jafanapatão tinha por base um sistema de castas dominado pelos proprietários e elite agrícola nos terrenos da ilha. Este sistema era muito similar à estrutura de castas do Sul da Índia e tinha algumas semelhanças com a organização social dos reinos Cingaleses no centro e sul da ilha, onde a casta Govigama era a dominante e cujo estatuto era apenas inferior ao da família real. Os reis Aryacakravarti e a sua família próxima arrogavam para si o estatuto Brahma-Kshatriya, o que significa brâmanes com poder militar. Abaixo deles estavam os agricultores — as castas Vellalar e Madapalli — que forneciam a maior parte dos mudaliyars para os líderes feudais, os quais eram os proprietários de maior parte dos terrenos agrícolas. Abaixo dos Vellalar estavam os Koviar, também envolvidos na agricultura. As pessoas das castas de pescadores, denominadas coletivamente por Karaiyar, eram independentes destas estrutura social agrícola. Os Chettiar eram comerciantes e proprietários dos templos hindus. As castas Pallar e  Nalavar agregavam os agricultores sem terra. As restantes ocupações estavam reunidas em outras castas. As pessoas da casta Pária viviam em povoações segregadas e são comparáveis aos intocáveis das regiões contemporâneas de Tamil Nadu e Querala no sul da Índia.

#### Mercenários e mercadores
No Reino de Jafanapatão era comum a presença de cingaleses, mercadores muçulmanos e de piratas de etnia mapila e mourisca. O rei e o exército empregavam mercenários de diversas etnias e castas indianas, como os telugos e os malaialas da região de Querala. O reino também funcionava como refúgio para rebeldes do sul da ilha que procuravam asilo após golpes de estado mal sucedidos. A primeira literatura historiográfica de Jafanapatão — o Vaiyaapaadal, datado do século XIV–XV d.C. — menciona as comunidades dos Papparavar (berberes e africanos em geral), dos Kuchchiliyar (guzarates) e dos Choanar (árabes). Estas comunidades eram agrupadas na casta dos Pa’l’luvili, que se acredita corresponder a cavaleiros de fé muçulmana e que é exclusiva de Jafanapatão. Um censo holandês realizado em 1790 regista ainda 196 homens adultos como contribuintes pertencentes aos Pa’l’luvili, o que significa que a identidade e a profissão se prolongaram até ao domínio holandês. O mesmo censo regista os choanakar numa comunidade específica composta por 192 homens adultos.

#### Leis

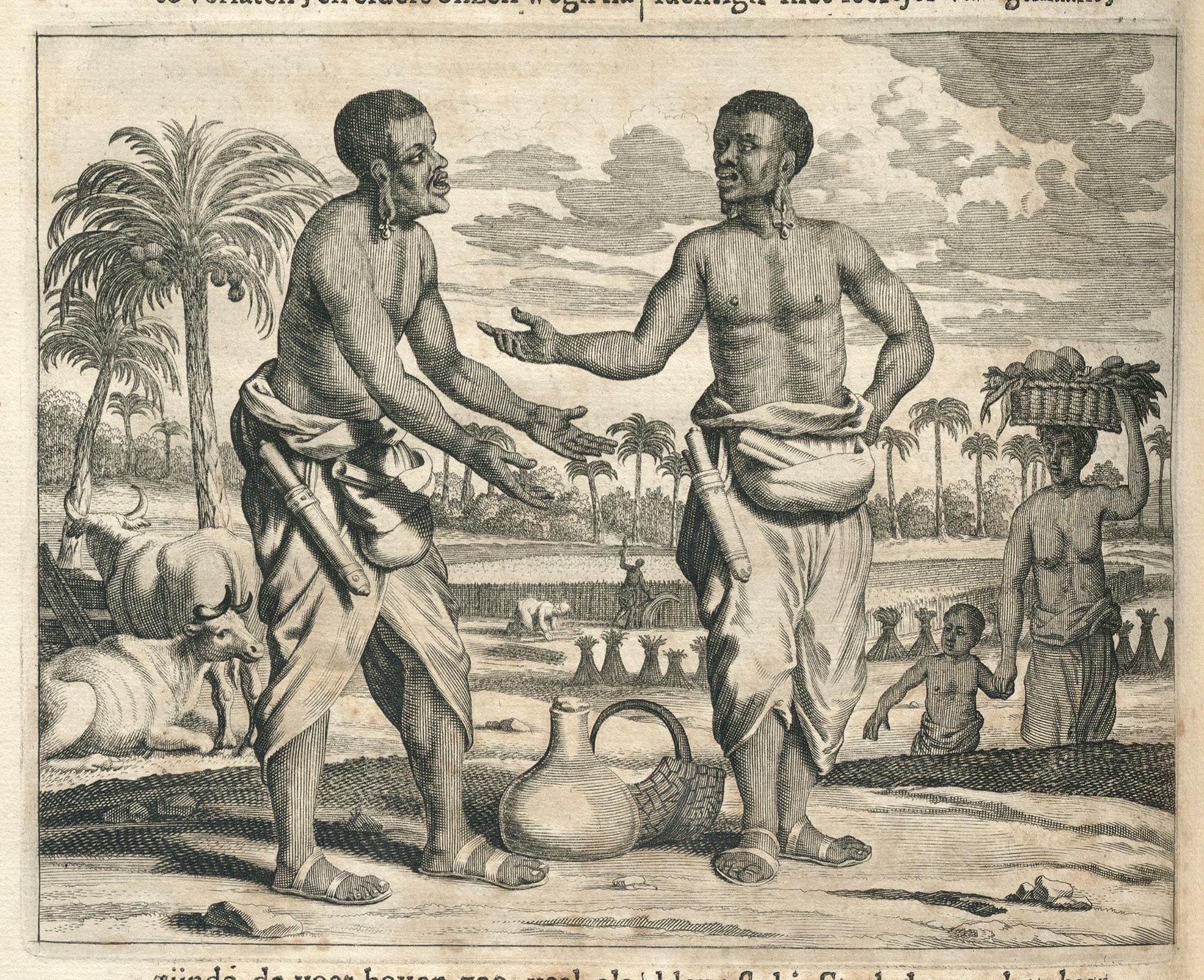
Habitantes de Jafanapatão numa gravura holandesa do século XVII. Os lóbulos das orelhas dos homens em primeiro plano encontram-se alargados por peças de joalharia

Durante o domínio Aryacakravarti, as leis que governavam a sociedade tinham por base o compromisso entre um sistema social matriarcal, de raízes antigas, e um sistema político patriarcal. Estas leis aparentam ter coexistido como leis consuetudinárias para ser interpretadas pelos Mudaliars locais. Alguns historiadores salientam a semelhança, em alguns aspetos, como a questão da herança, com a lei atual da Aliyasantana da região tulu da Índia. Estas leis foram também influenciadas pela jurisprudência islâmica e pelo direito hindu da vizinha Índia. Mais tarde, estas leis consuetudinárias foram codificadas e impressas durante o domínio holandês, em 1707. A regra dos costumes mais antigos parece ter sido a de mulheres sucederem a mulheres. Mas quando a estrutura social se passou a basear num sistema patriarcal, foi reconhecida uma regra idêntica para a sucessão masculina. Assim, a devolução do muthusam (herança paterna) ficava nos filhos, enquanto a devolução do chidenam (dote ou herança materna) ficava nas filhas. Tal como se uma irmã morresse, o seu dote era passado para a irmã seguinte, se um irmão morresse, a sua propriedade era devolvida aos seus irmãos, mas não às suas irmãs. A razão para isto é que numa família patriarcal, cada irmão forma uma unidade familiar, mas todos os irmãos são agnados; quando um deles morre os seus bens são devolvidos aos restantes agnados.

### Literatura e educação
A monarquia era o mecenas da literatura e educação. As escolas nos templos e as aulas dos mestres tradicionais de gurukulam (Thinnai Pallikoodam em tâmil) garantiam a educação básica e religiosa às classes abastadas. As aulas eram dadas em tâmil e sânscrito. Durante o reinado de Jayaveera Singaiariyan foram escritos vários tratados sobre ciências médicas (Segarajasekaram), astrologia (Segarajasekaramalai) e matemática (Kanakathikaram). Durante o reinado de Kunaveera Singaiariyan foi terminado o Pararajasekaram, um tratado sobre ciências médicas. No reinado de Singai Pararasasekaran foi criada em Nalur uma academia para a difusão da língua tâmil. A academia recolhia e preservava manuscritos antigos e dispunha de uma biblioteca denominada Saraswathy Mahal. É atribuída a Arasakesari, primo de Singai Pararasasekaran, a tradução para tâmil do clássico sânscrito Raguvamsa. Entre outras obras literárias de importância histórica compiladas antes da colonização europeia estão o Vaiyapatal, escrito por Vaiyapuri Aiyar.

### Arquitetura

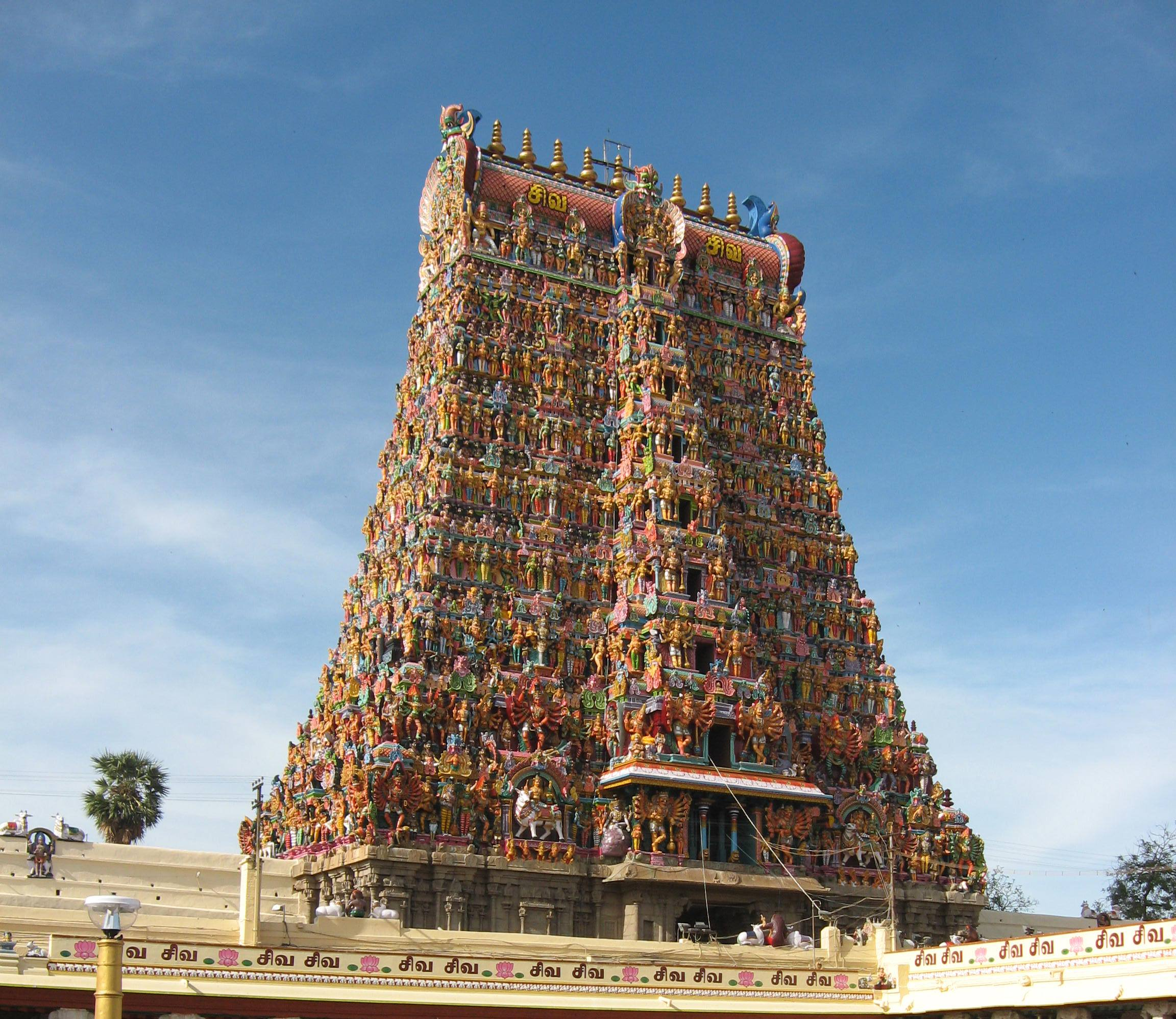
Muitos dos templos hindus de Jafanapatão foram construídos à imagem do Templo de Meenakshi, na Índia (imagem). No entanto, foram destruídos durante a colonização portuguesa

A arte e arquitetura do Seri Lanca foram influenciadas por diversas vagas de influência da arquitetura dravidiana do sul da Índia, embora a idade prolífica da arte e arquitetura monumentais aparente ter entrado em declínio a partir do século XIII. Os templos construídos pelos tâmeis de origem indiana a partir do século X pertencem à variante Madurai do período Vijayanagar. Uma das principais características do estilo Madurai são as gopura — torres profusamente ornamentadas com esculturas sobre a entrada dos templos. No entanto, nenhuma destas importantes construções religiosas destes estilo no território do reino de Jafanapatão sobreviveu à destruição durante o domínio português.
A capital Nalur foi planeada de acordo com as cidades-templo das tradições hindus.  Existiam quatro pontos de entrada vedados por portões. Existiam duas estradas principais e um templo em cada uma das quatro entradas. As reconstruções de templos existentes atualmente não se encontram nos locais originais, que foram ocupados por igrejas construídas pelos portugueses. No centro da cidade encontrava-se o mercado — Muthirai Santhai — rodeado por uma fortificação. Existiam quatro edifícios destinados à corte, sacerdotes brâmanes e exército. O antigo templo de Nallur Kandaswamy funcionava como fortaleza defensiva, tendo muralhas de altura considerável.